# CoeFont
CoeFont株式会社（コエフォントかぶしきがいしゃ）は、東京都港区に本社を置く企業。

## 概要
2020年設立。旧東京工業大学認定ベンチャーに登録されている。 現在、AI音声の研究を行っており、「いい声を、いつでも、手軽に、使いたい分だけ。」をコンセプトに、AI音声プラットフォーム「CoeFont」を提供している。
社名は日本語の単語「声」と、「フォント」 (font) という英語の用語を組み合わせたもので、さまざまなタイポグラフィスタイルを表し、音声フォントが音を通じた書き込みと創造を可能にするという考えを強調したものである。代表の早川尚吾へのインタビューによると、自分の声が嫌いだったことが起業の動機だったという。

## 沿革
- 2020年11月 - 株式会社Yellstonとして設立
- 2021年7月 - 「CoeFont CLOUD」 リリース
- 2021年12月 - 株式会社CoeFontに社名変更
- 2022年9月 - 「おしゃべりひろゆきメーカー」リリース

## 製品・サービス

### CoeFont
最新技術を活用し、スピーチを表現豊かで使いやすい声に変換する革新的なAI音声プラットフォーム。10,000以上のAI音声のライブラリにアクセス可能。
提供されている音声の代表例は以下の通り。
- カネル (森川智之)
- 後藤邑子
- ひろゆき
- 成田悠輔
- 武田祐子
- 田中和彦
- 高橋俊輔
- あさのゆき

野沢雅子、銀河万丈、青二プロダクション所属の声優のAI音声を利用可能。
ゆっくりMovieMakerとAPI連携しており、ゆっくりMovieMakerでは株式会社CoeFontのキャラクターであるAI音声「アリアル」と「ミリアル」を無料で利用可能。
50文を録音するだけで、自分のAI音声が作成可能である。

### Cross-Language Meeting
自分のAI音声を用いて、リアルタイムで英語をはじめとする多言語に翻訳するサービス。

### おしゃべりひろゆきメーカー
過去の音声データからAI音声合成技術を用いて任意の言葉をひろゆきに喋らせ、ひろゆきの配信風の動画を生成可能。
サービス開始した2022年9月5日12:00から9月12日12:00の1週間で約4億字、1093万の音声が生成された。さらに、2022年に”もっともバズったUGC”の評価を得ている。
ほかに「おしゃべり岡田斗司夫メーカー」、「おしゃべりDaiGoメーカー」「おしゃべりウンパルンパメーカー」も存在する。

### ボイスチェンジャー
自分の話した声を、リアルタイムで好きな声に変換することができるサービス。
声帯摘出手術やALS（筋萎縮性側索硬化症）などの病気などで、声を失う可能性のある人に対して「ライフサポートプラン」として無料でサービス提供を行っている。

## その他
CoeFontのAI音声は防衛装備庁の研修業務に導入されている。